# Day of Defeat: Source
Day of Defeat: Source is de op 27 september 2005 gelanceerde opvolger van de first person shooter Day of Defeat. Net als Day of Defeat speelt Day of Defeat: Source (DoD:S) zich af in de Tweede Wereldoorlog. In het spel kan de speler voor een van beide teams kiezen, U.S. Army of Wehrmacht. De gameplay van het originele DoD is grotendeels intact gebleven, terwijl de grafische Source-engine ervoor zorgt dat het geheel vele malen realistischer oogt. Het spel werd evenwel nooit zo'n groot succes als de oorspronkelijke Day of Defeat. Valve stopte dan ook al gauw met de doorontwikkeling van het spel.

## Gameplay
In Day of Defeat: Source is een drietal manieren van spelen ingebouwd. Elke map kan slechts een van deze gameplay elementen bevatten.

### Capture the Flag
Bij deze gameplay zijn er twee of meerdere vlaggen in de map aanwezig, meestal vier of vijf. Deze zijn gelijkmatig verdeeld over de map, zodat voor de U.S. Army en de Wehrmacht de kansen gelijk blijven. Een vlag wordt veroverd door enige tijd binnen een klein gebied rond de vlag te staan. De speler hoeft niet stil te staan, maar zodra hij/zij uit het gebied is, moet het veroveren opnieuw beginnen. De tijd die het duurt om een vlag te veroveren verschilt, de meeste zitten op ongeveer een tot drie seconden. Sommige vlaggen, meestal de middelste en moeilijkste, hebben twee (en soms meer) spelers nodig om veroverd te worden. Het principe blijft hetzelfde. Zodra een team alle vlaggen heeft veroverd, wint dat team. Het is echter zo dat een vlag ook heroverd kan worden door de vijand.

### Detonation
Bij deze manier van spelen zijn er geen vlaggen aanwezig. Het doel van een detonation map is het opblazen van vaste objecten binnen de gestelde tijd. Dit kunnen onder andere auto's, tanks en afweergeschut zijn. Eén team dient de objecten op te blazen (detonation team) en de ander dient ze te verdedigen (defend team). De objecten zijn duidelijk gemarkeerd en dus makkelijk herkenbaar voor alle spelers. Voordat een speler van het detonation team een bom kan plaatsen, moet hij eerst een explosive pack oppakken in de map. Zodra een bom geplaatst is, duurt het zo'n 30 seconden voordat de bom ontploft. Gedurende deze tijd heeft het defend team de tijd om de bom onschadelijk te maken, dit duurt ongeveer 5 seconden. Mocht het detonation team erin slagen om een object op te blazen, dan verdienen zij extra tijd. Het is dus cruciaal om vrij snel, voordat het defend team zich heeft kunnen positioneren, het eerste object op te blazen. Zodra alle objecten opgeblazen zijn, wint het detonation team. Mocht het detonation team niet binnen de gestelde tijd alles op kunnen blazen, dan wint het defend team.
Er bestaat ook een variant waarin beide teams objecten moeten opblazen binnen de gestelde tijd. Elk team heeft een tweetal (verschillende) objecten die opgeblazen moeten worden. De extra moeilijkheid hierin is dat het team een dubbele opdracht heeft. Niet alleen moet men objecten opblazen, maar degene die de vijand op wil blazen, moet men verdedigen.

## Maps

### Officiële maps
| Naam          | Speltype             |
| ------------- | -------------------- |
| dod_anzio     | Capture the Flag     |
| dod_argentan  | Capture the Flag     |
| dod_avalanche | Capture the Flag     |
| dod_colmar    | Detonation (2 teams) |
| dod_donner    | Capture the Flag     |
| dod_flash     | Capture the Flag     |
| dod_jagd      | Detonation (1 team)  |
| dod_kalt      | Capture the Flag     |

### Custom maps
Custom maps zijn erg populair, zo populair dat er zelfs servers zijn die alleen maar custom maps aanbieden. Hier een top 10, volgens het Day of Defeat: Source War Status Report.
1. dod_salerno
2. dod_orange_fight_arena
3. dod_rails_b2
4. 3xi_trainmap
5. dod_coire
6. dod_strand
7. dod_coire_rc3
8. dod_vigilance
9. dod_lennon_rc2
10. dod_solitude_comp

## Spelersklassen
Voordat de speler het spel begint, moet hij kiezen voor U.S. Army of Wehrmacht. Beide teams zijn zeer aan elkaar gewaagd in dit spel, dankzij de verdeling van klassen. Elk team heeft in totaal zes klassen waar een speler uit kan kiezen. Elke klasse heeft zijn eigen sterke en minder sterke kanten, je moet dus de juiste klasse kiezen voor zijn niveau.

### U.S. Army

#### Overzicht
| Klasse         | Wapen       | Magazijn   | Extra mag. | Tweede actie          | Tweede wapen | Magazijn  | Extra mag. | Derde wapen      | Vierde wapen      |
| -------------- | ----------- | ---------- | ---------- | --------------------- | ------------ | --------- | ---------- | ---------------- | ----------------- |
| Riflemen       | M1 Garand   | 8 kogels   | 10 stuks   | 'Over de loop' kijken |              |           |            | Knife            | 2x Rifle grenades |
| Assault        | Thompson    | 30 kogels  | 6 stuks    | Stompen               | Colt pistol  | 7 kogels  | 2 stuks    | 1x Smoke grenade | 1x Frag grenade   |
| Support        | BAR         | 20 kogels  | 12 stuks   | Semi-Automatisch      |              |           |            | Knife            | 2x Frag grenade   |
| Sniper         | Springfield | 5 kogels   | 10 stuks   | Inzoomen              | Colt pistol  | 7 kogels  | 2 stuks    | Knife            |                   |
| Machine Gunner | .30 Caliber | 150 kogels | 2 stuks    | Deploy / plaatsen     | Colt pistol  | 7 kogels  | 2 stuks    | Knife            |                   |
| Rocket         | Bazooka     | 1 kogel    | 4 stuks    | Deploy / plaatsen     | M1 Carbine   | 15 kogels | 1 stuks    | Knife            |                   |

#### Rifleman
Pluspunten:
- Goed voor lange afstand
- Erg precies wanneer over de loop gekeken wordt met M1 Garand
- Rifle grenades gaan honderden meters ver

Minpunten:
- Dichtbij te langzaam
- Grote terugslag
- Kan niet tussendoor herladen worden, magazijn moet leeg zijn
- Geen tweede wapen

#### Assault
Pluspunten:
- Erg geschikt voor close combat
- Thompson vuurt snel met amper terugslag
- Colt pistol als tweede wapen
- Smoke grenade en frag grenade als hulpmiddelen

Minpunten:
- Weinig precisie
- Niet geschikt voor middellange tot lange afstand
- Magazijn vrij snel leeg

#### Support
Pluspunten:
- Ideale mix tussen korte en lange afstanden
- Volautomatisch is de BAR bijna net zo snel als de Thompson
- semiautomatisch erg precies voor een niet-rifle
- Twee frag grenades

Minpunten:
- Bij ideaal gebruik moet je heel veel schakelen tussen semi- en volautomatisch
- Vrij grote terugslag
- Moeilijk te controleren

#### Sniper
Pluspunten:
- Zeer geschikt voor lange afstanden
- Makkelijk te verbergen voor vijanden

Minpunten:
- Lange tijd tussen twee schoten
- Klein magazijn
- Op korte afstand zeer kwetsbaar

#### Machine Gunner
Pluspunten:
- Ideaal voor grote aantallen vijanden
- Geen last van oververhitting, zoals de Duitse MG42

Minpunten:
- Erg kwetsbaar vanaf de zijkanten en achterkant
- Niet geschikt om mee aan te vallen

#### Rocket
Pluspunten:
- Ideaal voor het neerhalen van vijandige snipers en machine gunners
- Inslag zorgt voor veel schade
- Goed tweede wapen voor korte afstand

Minpunten:
- Erg kwetsbaar wanneer in gebruik
- Laadtijd is erg lang

### Wehrmacht

#### Overzicht
| Klasse         | Wapen         | Magazijn   | Extra mag. | Tweede actie          | Tweede wapen | Magazijn  | Extra mag. | Derde wapen      | Vierde wapen      |
| -------------- | ------------- | ---------- | ---------- | --------------------- | ------------ | --------- | ---------- | ---------------- | ----------------- |
| Riflemen       | K98k          | 5 kogels   | 12 stuks   | 'Over de loop' kijken |              |           |            | Spade            | 2x Rifle grenades |
| Assault        | MP40          | 30 kogels  | 6 stuks    | Stompen               | p38 pistol   | 8 kogels  | 2 stuks    | 1x Smoke grenade | 1x Frag grenade   |
| Support        | Stg44         | 30 kogels  | 6 stuks    | semiautomatisch       |              |           |            | Spade            | 2x Frag grenade   |
| Sniper         | K96 Sniper    | 5 kogels   | 12 stuks   | Inzoomen              | p38 pistol   | 8 kogels  | 2 stuks    | Spade            |                   |
| Machine Gunner | MG42          | 250 kogels | 1 stuk     | Deploy / plaatsen     | p38 pistol   | 8 kogels  | 2 stuks    | Spade            |                   |
| Rocket         | Panzerschreck | 1 kogel    | 4 stuks    | Deploy / plaatsen     | c96          | 20 kogels | 2 stuks    | Spade            |                   |

#### Rifleman
Pluspunten:
- Goed voor lange afstand
- Erg precies wanneer over de loop gekeken wordt met K98k
- Rifle grenades gaan honderden meters ver
- In tegenstelling tot de Garand op elk moment herlaadbaar

Minpunten:
- Dichtbij te langzaam
- Grote terugslag
- Geen tweede wapen

#### Assault
Pluspunten:
- Erg geschikt voor close combat
- MP40 vuurt snel met weinig terugslag
- Walther P38 pistool als tweede wapen
- Smoke grenade en frag grenade als hulpmiddelen

Minpunten:
- Weinig precisie
- Niet geschikt voor middellange tot lange afstand
- Magazijn vrij snel leeg

#### Support
Pluspunten:
- Ideale mix tussen korte en lange afstanden
- Volautomatisch is de Stg44 bijna net zo snel als de MP40
- semiautomatisch erg precies voor een niet-rifle
- Twee frag grenades

Minpunten:
- Bij ideaal gebruik moet je heel veel schakelen tussen semi- en volautomatisch
- Vrij grote terugslag
- Moeilijk te controleren

#### Sniper
Pluspunten:
- Zeer geschikt voor lange afstanden
- Makkelijk te verbergen voor vijanden

Minpunten:
- Lange tijd tussen twee schoten
- Klein magazijn
- Op korte afstand zeer kwetsbaar

#### Machine Gunner
Pluspunten:
- Ideaal voor grote aantallen vijanden
- Hoge vuursnelheid

Minpunten:
- Raakt oververhit als er te lang mee geschoten wordt
- Erg kwetsbaar vanaf de zijkanten en achterkant
- Niet geschikt om mee aan te vallen

#### Rocket
Pluspunten:
- Ideaal voor het neerhalen van vijandige snipers en machine gunners
- Inslag zorgt voor veel schade
- Goed tweede wapen voor korte afstand

Minpunten:
- Erg kwetsbaar wanneer in gebruik
- Laadtijd is erg lang